# Liste der Stadtoberhäupter von Dortmund
Die Liste der Dortmunder Stadtoberhäupter gibt einen Überblick über alle Bürgermeister und Oberstadtdirektoren der Stadt Dortmund seit dem Jahr 1807.
Das Amt des Oberstadtdirektoren bestand von 1946 bis 1999. Seitdem ist der Oberbürgermeister gleichzeitig auch der Chef der Verwaltung der Stadt Dortmund.

## Stadtoberhäupter

Karl Zahn (1806–1882), Politiker und erster (Ober-)Bürgermeister von Dortmund von 1847 bis 1871

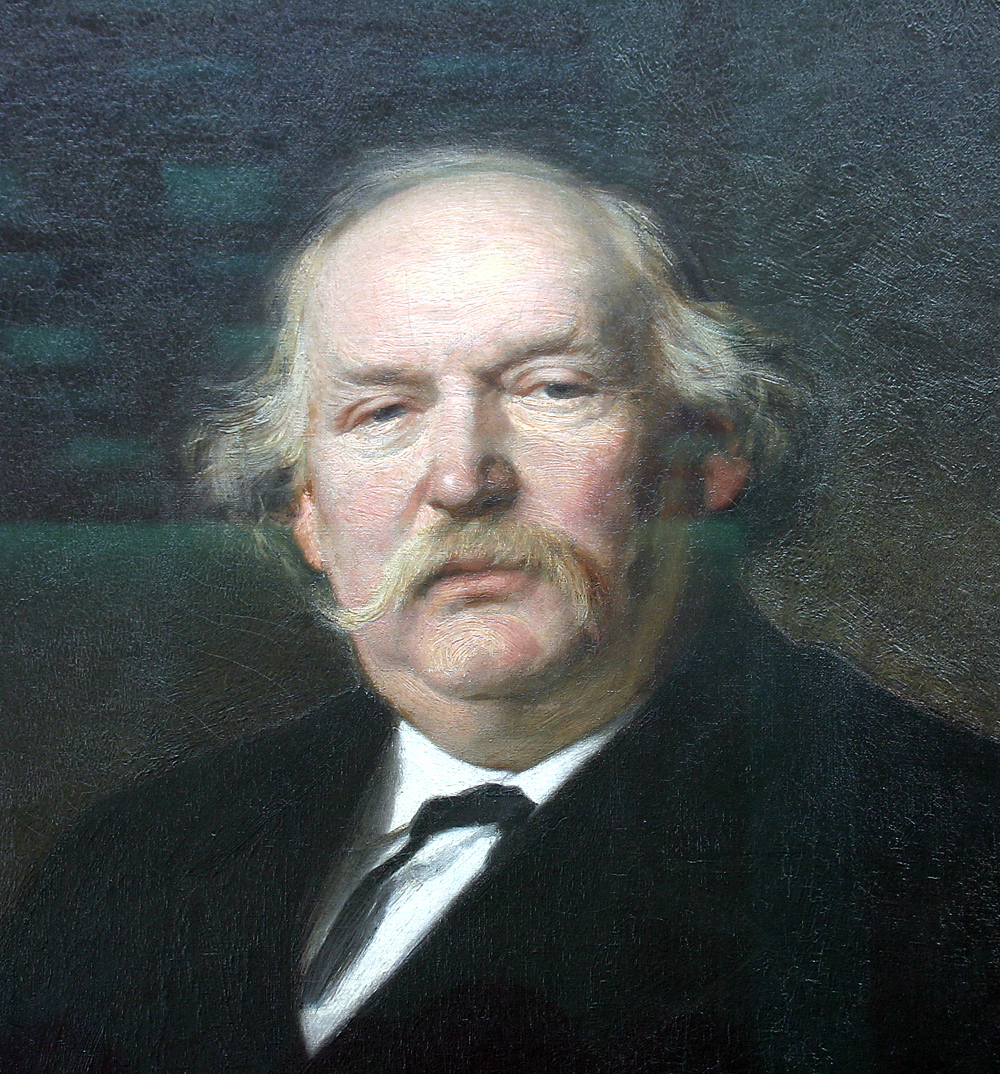
Hermann Becker (1820–1885), Oberbürgermeister von 1871 bis 1875

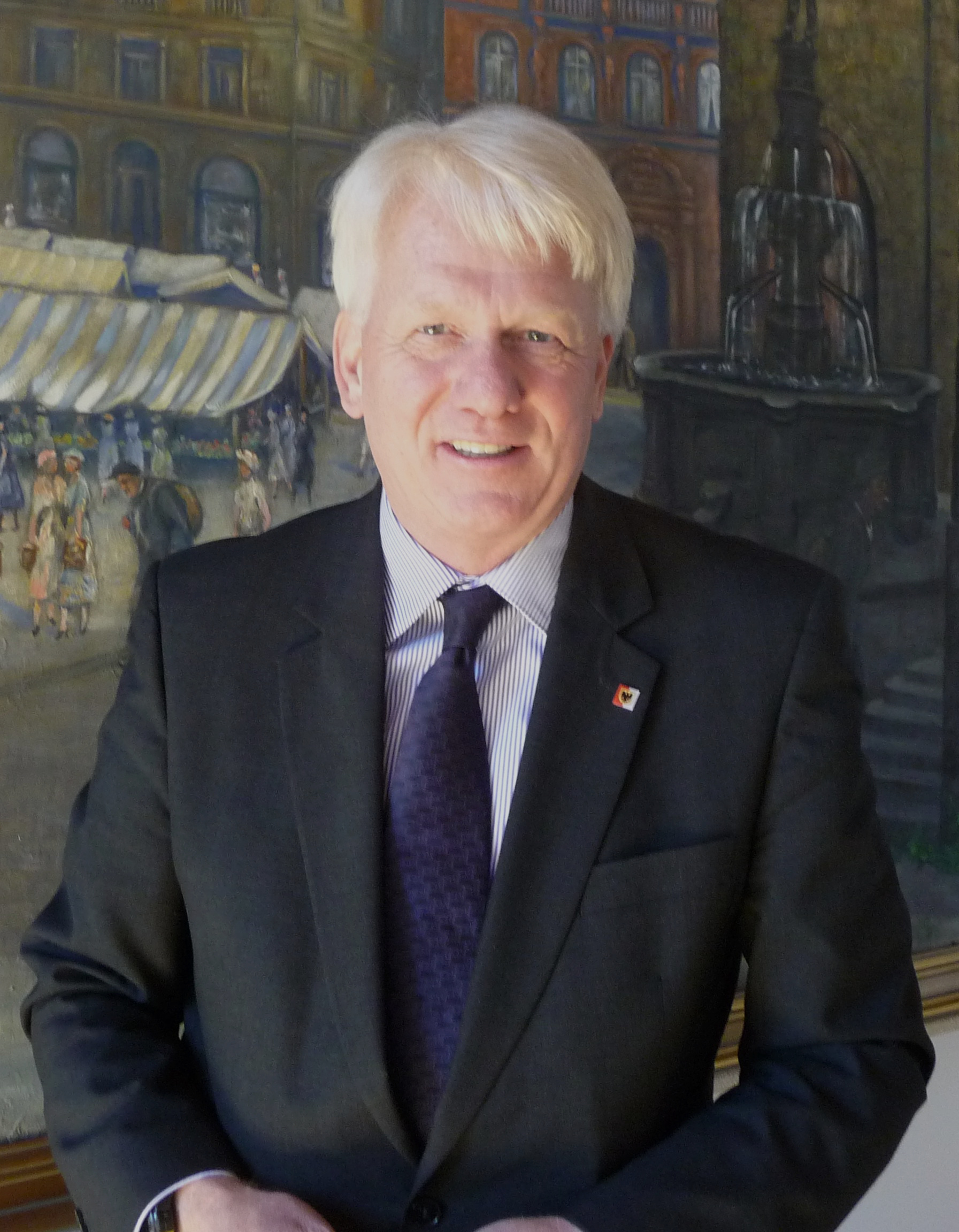
Ullrich Sierau (* 1956), Oberbürgermeister von 2009 bis 2020

### Maire
- 1807–1812: Johann Arnold Caspar Brügmann
- 1812–1832: Franz Mallinckrodt (ab 1813 Bürgermeister)

### Bürgermeister
- 1832–1847: Wilhelm Brügmann
- 1847–1871: Karl Zahn (1. Bürgermeister, ab 1860 Oberbürgermeister)

### Oberbürgermeister bis 1945
- 1871–1875: Hermann Becker, DFP
- 1875–1876: Friedrich Wilhelm von Becker
- 1876–1878: Richard Prüfer
- 1878–1886: Ernst Heinrich Lindemann
- 1886–1910: Karl Wilhelm Schmieding
- 1910–1933: Ernst Eichhoff, NLP, ab 1918 DVP
- 1933: Ludwig Malzbender, NSDAP
- 1933–1934: Bruno Schüler, NSDAP (kommissarisch)
- 1934–1945: Willi Banike, NSDAP

### Oberbürgermeister seit 1945
| #  | Bild | Oberbürgermeister               | Beginn der Amtszeit                             | Ende der Amtszeit | Partei | Partei |
| -- | ---- | ------------------------------- | ----------------------------------------------- | ----------------- | ------ | ------ |
| 1  |      | Hermann Ostrop (1888–1963)      | 13. April 1945 (durch Militärregierung ernannt) | 1946              |        | CDU    |
| 2  |      | Wilhelm Hansmann (1886–1963)    | 1946                                            | 1946              |        | SPD    |
| 3  |      | Herbert Scholtissek (1900–1979) | 16. April 1946                                  | 18. Oktober 1946  |        | CDU    |
| 4  |      | Fritz Henßler (1886–1953)       | 29. Oktober 1946                                | 4. Dezember 1953  |        | SPD    |
| 5  |      | Dietrich Keuning (1908–1980)    | 1954                                            | 1969              |        | SPD    |
| 6  |      | Heinrich Sondermann (1928–1986) | 1969                                            | 1973              |        | SPD    |
| 7  |      | Günter Samtlebe (1926–2011)     | 1973                                            | 1999              |        | SPD    |
| 8  |      | Gerhard Langemeyer (* 1944)     | 1999                                            | 2009              |        | SPD    |
| 9  |      | Ullrich Sierau (* 1956)         | 2009                                            | 2020              |        | SPD    |
| 10 |      | Thomas Westphal (* 1967)        | 2020                                            | amtierend         |        | SPD    |

### Oberstadtdirektoren (1946–1999)
| # | Bild | Oberstadtdirektor                | Beginn der Amtszeit   | Ende der Amtszeit        | Partei | Partei |
| - | ---- | -------------------------------- | --------------------- | ------------------------ | ------ | ------ |
| 1 |      | Hermann Ostrop (1888–1963)       | 8. Februar 1946       | 9. März 1946 (Rücktritt) |        | CDU    |
| 2 |      | Wilhelm Hansmann (1886–1963)     | 16. April 1946 (Wahl) | 31. Dezember 1954        |        | SPD    |
| 4 |      | Walter Kliemt (1920–2003)        | 1955                  | 9. Juni 1967             |        | SPD    |
| 5 |      | Hans-Diether Imhoff (1933–2000)  | 1967                  | 1982                     |        | SPD    |
| 6 |      | Harald Heinze (* 1941)           | 1982                  | 1991                     |        | SPD    |
| 7 |      | Hans-Gerhard Koch (1927/28–2008) | 1991                  | 1999 (Amt aufgelöst)     |        | SPD    |